# Liste der Staatsoberhäupter 269
Übersicht
◄◄ | ◄ | 265 | 266 | 267 | 268 | Liste der Staatsoberhäupter 269 | 270 | 271 | 272 | 273 | ► | ►►

Weitere Ereignisse

## Afrika
- Aksumitisches Reich
  - König: Endubis (ca. 270–ca. 300)

## Asien
- Armenien
  - sassanidischer Statthalter: Hormizd I. (252–270)

- China
  - Norden und Südwesten
    - Kaiser: Jin Wudi (265–290)

  - Südosten
    - Kaiser: Sun Hao (264–280)

- Iberien (Kartlien)
  - König: Mirdat II. (249–269)
  - Gegenkönig: Aspagur I. (265–284)

- Indien
  - Vakataka
    - König: Vindhyashakti (248–284)

- Japan (Legendäre Kaiser)
  - Kaiserin: Jingū (200–269)

- Korea
  - Baekje
    - König: Goi (234–286)

  - Gaya
    - König: Mapum (259–291)

  - Goguryeo
    - König: Jungcheon (248–270)

  - Silla
    - König: Michu (262–284)

- Sassanidenreich
  - Schah (Großkönig): Schapur I. (240/242–270)

## Europa
- Bosporanisches Reich
  - König: Rheskuporis IV. (242/243–275/276)

- Römisches Reich
  - Kaiser: Claudius Gothicus (268–270)
    - Konsul: Claudius Gothicus (269)
    - Konsul: Paternus (269)

  - Gallisches Sonderreich
    - Kaiser: Postumus (260–269)
    - Kaiser: Marcus Aurelius Marius (269)
    - Kaiser: Victorinus (269–271)